# Jacob Spoonley
Jacob Spoonley (3 de março de 1987) é um futebolista da Nova Zelândia que atua como goleiro pelo Auckland City.

## Carreira
Spoonley fez parte do elenco da Seleção Neozelandesa de Futebol nas Olimpíadas de 2008.
Spoonley passou parte de sua carreira em clubes médios da Austrália, tendo também duas passagens pelo Wellington Phoenix, estando no plantel do Auckland City desde 2014. Jogou em 2015 no mundial de clubes de Yokohama pelo Aukland, mas não foi muito bem e perdeu a confiança do treinador..Mas isso não  tira  de fato a fama de Paredão da Oceania que ganhou nos últimos meses.